# Abwrackwerft

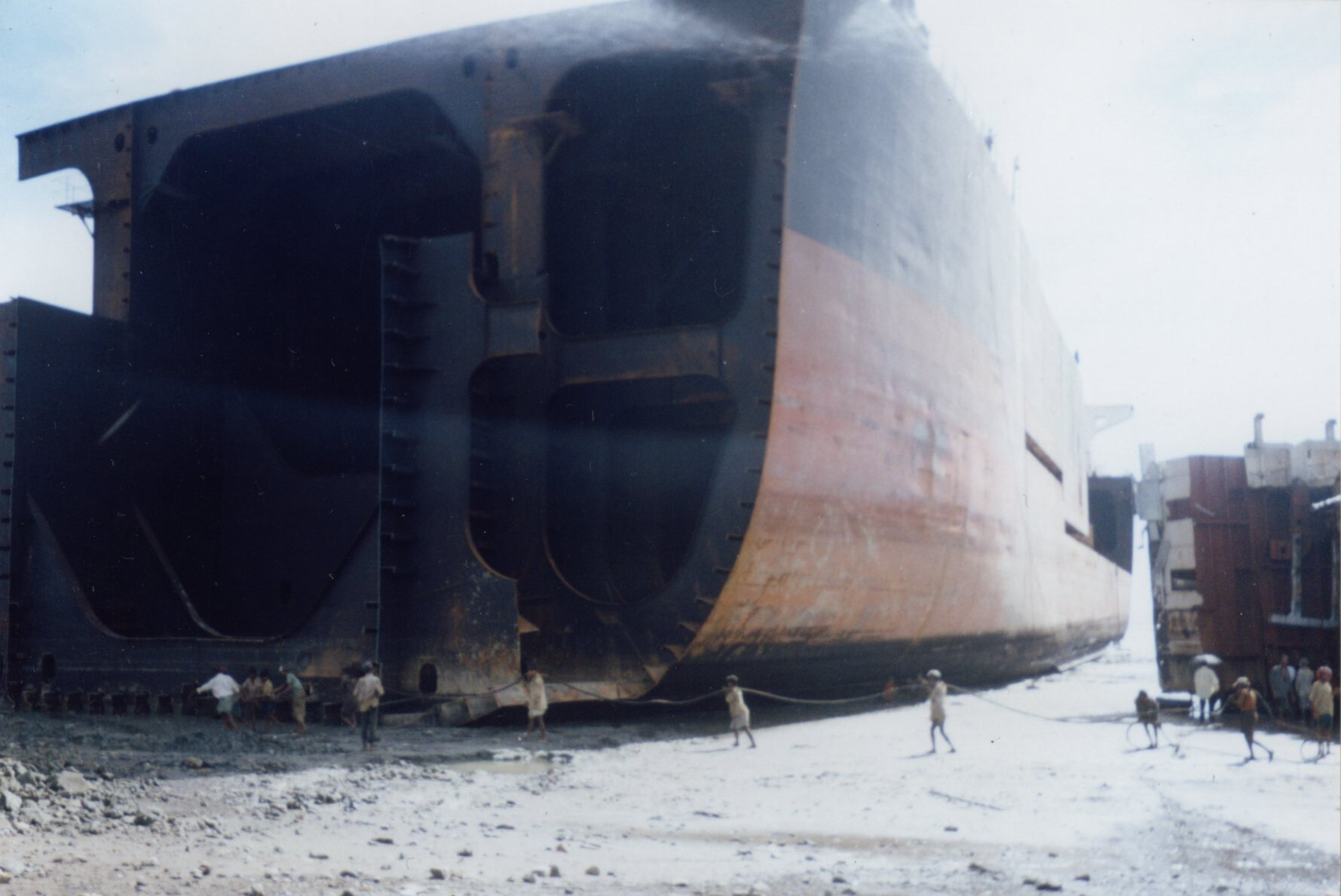
Abwrackung in Bangladesch

Eine Abwrackwerft ist ein Betrieb zum Schiffsrecycling, bei dem alte, nicht mehr benötigte Schiffe zerlegt werden, um die Einzelbestandteile – vor allem tausende Tonnen Stahl – wiederzuverwerten. Außerdem werden Ersatzteile aller Art, von Navigationsgeräten über Rettungsboote bis hin zu kompletten Motoren, Generatoren und anderen Aggregaten weiterverkauft. Die Leistungsfähigkeit einer Abwrackwerft wird in englisch light displacement tonnage (LDT) pro Jahr angegeben.

## Lage der Abwrackbetriebe
Bis ins 20. Jahrhundert existierten Abwrackwerften in allen Bereichen der Welt, beispielhaft lässt sich die Entwicklung in vielen industriellen Ländern anhand der Schiffsverschrottung im Vereinigten Königreich nachvollziehen. Nach dem Ersten Weltkrieg wurde die Kriegsmarinewerft Wilhelmshaven eine große Abwrackwerft: Bis 1923 wurden an die 300 Kriegs- und Handelsschiffe sowohl aus Deutschland als auch aus dem Ausland verschrottet.
Seit den 1970er Jahren wurden immer mehr Schiffe in Ostasien, vor allem in Taiwan und Südkorea, abgewrackt. 1976 wurde bereits rund 60 % der weltweiten Abbruchtonnage in Taiwan verschrottet, gut ein Fünftel in Spanien und etwa 3,7 % in Südkorea. Das bis in die 1960er Jahre an der Spitze liegende Großbritannien und Pakistan lagen 1976 mit jeweils 2,8 % gleichauf. Da die Kosten für eine Abwrackung unter anderem in Europa vor allem durch teure Arbeitskräfte und strenge Umweltvorschriften sehr hoch und die Werften für das Abwracken von Großtankern und anderen großen Schiffen zu klein sind, werden heute etwa 70 bis 80 Prozent aller weltweit verschrotteten Schiffe in Indien, Pakistan, Bangladesch und der Volksrepublik China verschrottet.
Eines der Zentren der weltweiten Schiffsverschrottungsindustrie befindet sich im indischen Alang, einer Küstenstadt im indischen Bundesstaat Gujarat, wo etwa 50 % der weltweit ausgemusterten Schiffe abgewrackt werden: Es handelt sich um einen breiten Strandabschnitt, keine Werft im herkömmlichen Sinn. Man fährt die Schiffe bei Springflut mit voller Kraft voraus auf den Strand und zerlegt sie dort. So bezieht zum Beispiel Indien 15 % seiner Jahresproduktion an Stahl aus der Verschrottung von Schiffen. 
Weitere Zentren dieser Regionen befinden sich in Mumbai, Südwest-Indien, Chittagong, Bangladesch und Gadani, Pakistan.
Es gibt auch kleinere Abbruchzentren, wie die Abwrackwerften von Aliağa in der Türkei, Esbjerg, Frederikshavn und Grenaa (Fornæs Skibsophug) in Dänemark oder in der Nähe von Abidjan an der Elfenbeinküste. Auch in den USA findet Schiffsabbruch im nennenswerten Umfang statt, etwa bei den Abwrackwerften in Brownsville.
Mancherorts bestehen Schiffsfriedhöfe verfallener Schiffe als Ansammlung von noch nicht abgewrackten Schiffen. Sie sind unter anderem aus Kostengründen entstanden; die dort liegenden Schiffe sind dem Verfall preisgegeben.

## Kritik
Die Abwrackbetriebe in der Dritten Welt stehen in der Kritik, da die Arbeitsbedingungen selbst für Niedriglohnländer als desolat gelten.
In den Anlagen wird unter einfachsten Bedingungen gearbeitet. Die Arbeitszeiten für die dort beschäftigten Tagelöhner betragen bis zu 95 Stunden pro Woche. Mangels Kränen und schwerem Gerät werden die Schiffe größtenteils von Hand zerlegt. Aufgrund des hohen Arbeitstempos und des mangelnden Arbeitsschutzes kommt es immer wieder zu schweren Unfällen durch Explosionen, Verpuffungen oder herabfallende Metallteile. Die Arbeiter sind in der Regel barfuß und tragen T-Shirts sowie kurze Hosen. Schuhwerk oder Sicherheitshelme werden nur selten bereitgestellt. Beinahe täglich sind Schwerverletzte und Tote zu beklagen. Insbesondere die Entsorgung von Schiffen aus den 1970er Jahren mit den auf Abwrackwerften üblicherweise angewandten Methoden stößt immer mehr auf Widerstand, da Schiffe aus dieser Ära teilweise stark mit Asbest und anderen gesundheitsgefährdenden Schadstoffen belastet sind. Umweltschutzorganisationen bemängeln außerdem, dass eine fachgerechte und sichere Entsorgung solcher Materialien in den entsprechenden Ländern nicht stattfinde.
Im Jahre 2006 machte der Fall des französischen Flugzeugträgers Clemenceau Schlagzeilen. Internationale Proteste hatten bewirkt, dass dem asbestbelasteten Schiff das Einlaufen zwecks Abwrackung in indische Hoheitsgewässer verwehrt wurde, was nach umfangreichen Debatten schließlich dazu führte, dass der Abbruch 2009 im englischen Hartlepool stattfand.

Üblich ist zumindest eine sparsame Umbenennung, häufig durch teilweise Übermalung des Schiffsnamens. So erreichte beispielsweise die Regal Voyager nach Namenskürzung in Regal V die Abwrackwerft in Indien. Trotzdem ist oft alleine anhand des neuen Schiffsnamens ersichtlich, welchen Namen es zuletzt trug. Auch Embleme, Logos oder Namens-Schriftzüge der Reedereien werden häufig entfernt. Üblich ist zudem eine Umflaggung, insbesondere die Flagge Panamas, Liberias, der Komoren, Palaus oder Gabuns. Während viele Schiffe auch in ihrer Dienstzeit unter der Flagge Panamas oder Liberias fahren, werden die übrigen Flaggen überwiegend ausschließlich für die Überführung zur Abwrackwerft genutzt.

## Projekte zur Einhaltung der Umweltvorschriften von Industrieländern
Japan baute mit Indien zusammen eine Abwrackwerft am Hafen Pipavav, ca. 80 km entfernt vom Alang-Strand, Indien. Ausgelegt war die Anlage für den gleichzeitigen umweltverträglichen Rückbau von vier Einhüllentankern (VLCC/ULCC) der japanischen Flotte mit zwei Docks im semi-dry dock system. Die Abwrackwerft bekam während ihres Bestehens keinen Auftrag und wurde letztendlich zur Schiffsbauwerft umgebaut.

## Gesetze
Am 15. Mai 2009 wurde die Hongkong-Konvention der Internationalen Seeschifffahrts-Organisation IMO verabschiedet, die 24 Monate nach ihrer Ratifikation durch mindestens 15 Staaten verbindlich in Kraft treten wird.
Gemäß diesen Regularien soll unter anderem ein 'Inventory of Hazardous Materials' (IHM, umgangssprachlich als Green Passport bezeichnet, der die neuen Anforderungen der IMO jedoch nicht erfüllt) für jedes Schiff erstellt werden (eine Aufstellung bestimmter Gefahrstoffe an Bord, die beim Abbrechen des Schiffes eine Gefahr für Mensch und Umwelt darstellen können). Die Abwrackwerften haben einen „Ship Recycling Plan“ zu erstellen, aus dem hervorgeht, wie jedes einzelne Schiff abgebrochen werden soll und wie mit den zu erwartenden Gefahrstoffen umgegangen wird.
Dies bedeutet einen erheblichen Aufwand für die Abbruchunternehmer in Südost-Asien, deren Existenz vom Schiffsabbruch abhängt, für Reeder (= Schiffseigentümer), für Hersteller von Komponenten und Materialien sowie für Schiffswerften. Reeder können (trotz der vorhandenen Schadstoffe) nach der Nutzung der Schiffe Einnahmen erzielen, indem sie diese an eine Abwrackwerft verkaufen. Bis zu 97 % der Materialien alter Schiffe können verkauft werden. Der Stahl- und Eisenschrott kann verschiedenste Qualitäten haben (oft ist er minderwertig); Nichteisenmetalle (zum Beispiel Messing) haben einen erheblichen Wert.

„Der Anteil von Schiffsschrott am internationalen Schrotthandel ist gering. Dieser bestimmt sich vor allem über die verfügbaren Mengen an Resten aus der Eisen- und Stahlerzeugung sowie -verarbeitung und nicht so sehr über das Angebot an Schrott aus der Demontage von Anlagen oder gar der Verschrottung von Altschiffen. Lediglich dort, wo aufgrund von Devisenmangel kein hochwertigerer Schrott für die Industrie zur Verfügung steht, kann sich überhaupt ein nationaler Markt für den qualitativ niedrigen Schiffsschrott bilden. Selbst im Hauptabwrackland Indien (mit ca. 300 bis 500 abgewrackten Schiffen pro Jahr) macht der Handel mit Schiffsschrott nur 10 bis 15 Prozent des gesamten Schrottbedarfes aus (3). Der Bau von Schiffen hat sich in den 70er und 80er Jahren stark verändert. Geänderte Konstruktionen und höherfeste Stahllegierungen haben Schiffsplatten und -verstrebungen in Gewicht und Qualität entscheidend reduziert (ihre Bearbeitung hinterläßt im übrigen giftige Stäube und Schweißrauch). Hinzu kommen lange Fahrzeiten und mangelnde Instandhaltung. Damit hat sich der Anteil an Rost drastisch erhöht, die Verwendung minderwertiger Legierungen im Rohrbau haben Kupfer- und Messing weitestgehend ersetzt. Konsequenz: die mittlerweile zur Verschrottung anstehenden Schiffsgenerationen weisen erheblich weniger Masse an verkaufbarem Metallschrott auf.“

## Verfilmungen
In einer Episode von Michael Glawoggers Dokumentarfilm Workingman’s Death aus dem Jahr 2005 werden die Bedingungen der Arbeiter auf der Abwrackwerft in Gadani, Pakistan, geschildert.
Im Juni 2008 kam der Dokumentarfilm Eisenfresser von Shaheen Dill-Riaz in die deutschen Kinos, der die Missstände auf den Abwrackwerften am Beispiel einer Werft in Chittagong aufzeigt. Der Film gewann mehrere Filmpreise.

## Nutzung von Schiffswracks

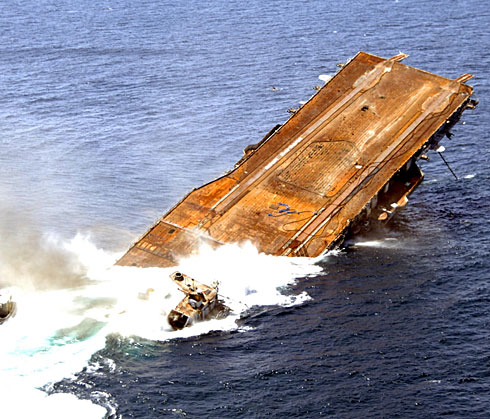
Die Versenkung der Oriskany vor Florida

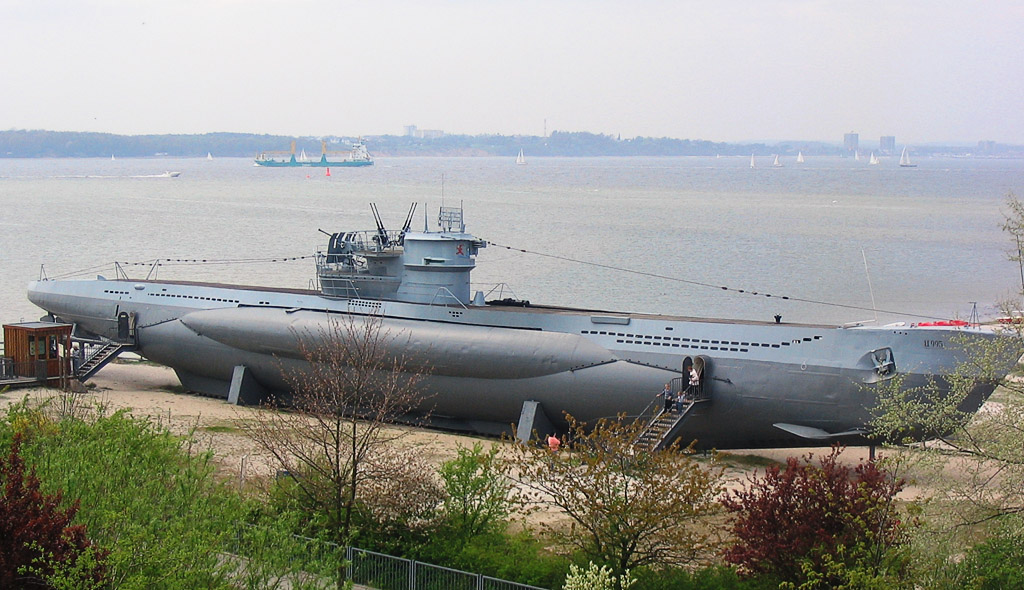
Das U-Boot U 995 gehört zu den Schiffen, die als Museumsschiff genutzt werden. Es steht vor dem Marine-Ehrenmal in Laboe bei Kiel

Mitunter werden Wracks, oft nach teilweiser Demontage nützlicher oder wertvoller Teile sowie der Entfernung von Stoffen, die zur zusätzlichen Verschmutzung der Ozeane beitragen würden, wie Asbest und Altöl, zum dauerhaften Verbleib im Meer oder auch in Binnenseen versenkt. Eine Alternative besteht darin, sie an Land aufzustellen und dort ggf. als Museumsschiff zugänglich zu machen.
Zu den wohl größten versenkten Wracks zählt der 266 Meter lange Flugzeugträger Oriskany, den die United States Navy 2001 im Meer versenkte. Vorbereitend wurden mehrere Löcher in das Wrack gesprengt, um es als künstliches Riff besser für Meeresbewohner zugänglich zu machen. Außerdem wurde das Wrack von Asbest, Öl, Teer und anderen Schadstoffen befreit.
Mit dem Versenken werden verschiedene Zwecke verfolgt:
- Künstliches Riff zur Förderung von Fauna und Flora[13]
- Erlebbarer Hohlraum für Taucher
- Uferstabilisierung
- Zielschiff für militärischen Beschuss, Bombenabwurf oder Minenexplosion, um die Wirkung einer Waffe zu testen oder ihren Einsatz zu üben